# Zablatje
Zablatje falu Horvátországban Kapronca-Kőrös megyében. Közigazgatásilag Légrádhoz tartozik.

## Fekvése
Légrádtól 5 km-re délnyugatra a Drávamenti-síkságon fekszik.

## Története
1857-ben 331, 1910-ben 523 lakosa volt. A trianoni békeszerződésig Varasd vármegye Ludbregi járásához tartozott. 2001-ben 275 lakosa volt.

## Nevezetességei
Szent Márton tiszteletére szentelt temploma egyhajós épület, nagyobb méretű téglalap alakú hajóval és ötszögletű szentéllyel, déli oldalán sekrestyével, valamint fő, nyugati homlokzat előtti harangtoronnyal. A hajó és a szentély csehsüvegboltozatos, a szentekről és a Szentháromságról szóló festett kisebb figurális ábrázolással, a boltozatos mezőket pedig a szentély sarkában található pilaszterek és a hajó szögletes gerendái támasztják alá. A belső teret nagy, félkör alakú ablakok világítják meg.